# Constanza Enríquez
Constanza Enríquez (m. c. 1425). Dama castellana. Fue hija ilegítima, según la mayoría de los autores, de Pedro Enríquez de Castilla, conde de Trastámara, Lemos y Sarria, aunque también cabe la posibilidad de que hubiera sido hija legítima de dicho magnate y de su esposa, Isabel de Castro.
Fue señora de Cedeira y bisnieta del rey Alfonso XI de Castilla.

## Orígenes familiares
Eduardo Pardo de Guevara y Valdés, basándose en las obras de otros autores y en sus propias investigaciones, afirmó que Constanza Enríquez fue hija ilegítima del conde Pedro Enríquez de Castilla, aunque tampoco puede descartarse por completo la posibilidad de que hubiera sido hija legítima suya y de su única esposa, Isabel de Castro, como señalaron algunos autores. Pero el hecho de que Constanza Enríquez se casara con un individuo de la pequeña nobleza refuerza la hipótesis de que hubiera sido hija extramatrimonial, como afirmó Pardo de Guevara y Valdés.
Era nieta por parte paterna de Fadrique Alfonso de Castilla, que fue maestre de la Orden de Santiago y adelantado mayor de la frontera de Andalucía, y de una dama que posiblemente pertenecía a la familia Angulo de Córdoba. Y en caso de que Constanza hubiera sido hija legítima del conde Pedro Enríquez y de Isabel de Castro, sus abuelos por parte materna habrían sido Álvar Pérez de Castro, que fue conde de Arraiolos, primer condestable de Portugal y hermanastro de la célebre Inés de Castro, y María Ponce de León.
También fue hermana o más probablemente hermanastra de Fadrique Enríquez de Castilla, que llegaría a ser duque de Arjona, conde de Trastámara y pertiguero mayor de Santiago, y de Beatriz Enríquez de Castilla, que llegaría a heredar la mayor parte de las posesiones de su padre y de su hermano Fadrique y que contrajo matrimonio con Pedro Álvarez Osorio, que llegó a ser señor de Cabrera y Ribera y I conde de Lemos.

## Biografía

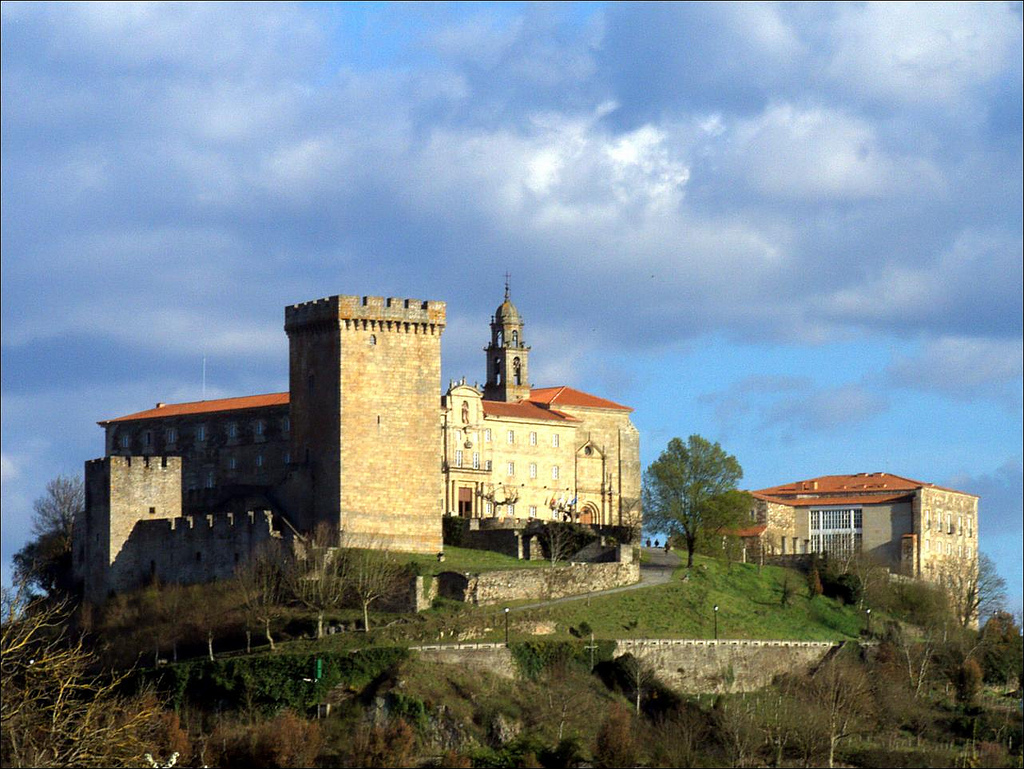
Vista general del castillo de Monforte de Lemos.

Se desconoce su fecha de nacimiento. Su padre, el conde Pedro Enríquez, que era nieto del rey Alfonso XI de Castilla, fue durante la mayor parte de su vida el magnate «más poderoso» o el «gran señor de Galicia», ya que llegó a ser conde de Trastámara, Lemos, Sarria, Viana y El Bollo, señor de Traba y Castro Caldelas, y también pertiguero mayor de Santiago y comendero mayor de los obispados de Mondoñedo y Lugo y de numerosos monasterios gallegos, como el de Santa María de Meira y el de San Juan de Poyo.
Su padre falleció el 2 de mayo de 1400 en Orense, y en el testamento que otorgó el 29 de abril del mismo año en dicha ciudad, que no ha llegado hasta nuestros días y del que solo se conocen los fragmentos mencionados por fray Malaquías de la Vega, no mencionó a su hija Constanza, aunque si mencionó a su hija ilegítima Leonor Enríquez, que estaba casada con Juan de Novoa, y le legó 30.000 maravedís.
Constanza Enríquez contrajo matrimonio en fecha desconocida con Pedro Díaz de Cadórniga, que como señaló Pardo de Guevara y Valdés es un «personaje bien conocido en la agitada historia orensana del cuatrocientos». Y según fray Malaquías de la Vega el esposo de Constanza era sobrino suyo por ser hijo de su hermana o hermanastra Leonor Enríquez, que también era hija del conde Pedro Enríquez, y de García Díaz de Cadórniga, que fue el segundo esposo de Leonor.
Pero García-Fernández, aunque sin mencionar a Constanza, afirmó que su esposo no era sobrino suyo, sino hijo de García Díaz de Cadórniga y de una dama llamada Beatriz de Castro, según consta en el testamento que esta última otorgó en 1478, y aunque por otra parte la veracidad del matrimonio de Leonor Enríquez con García Díaz está plenamente confirmada en un documento de 1414, García-Fernández insistió en que reconstruir la genealogía de estos personajes es muy complicados debido a los escasos documentos conservados.
 

Aunque se desconoce cuándo se celebró el matrimonio de Constanza con Pedro Díaz de Cadórniga, María Jesús Baz Vicente señaló que tanto el padre de Constanza como su hermano o hermanastro, el duque Fadrique Enríquez, que aspiraron mientras vivieron a ser los mayores señores de Galicia, emplearon a las damas de su linaje, como en el caso de Constanza, para asegurarse la lealtad de «nuevos caballeros de acostamiento». Y de ese modo las hermanas Constanza y Leonor Enríquez se casaron respectivamente con Pedro Díaz de Cadórniga y con Juan de Novoa, que eran dos nobles gallegos destacados o «de peso» en aquella época.

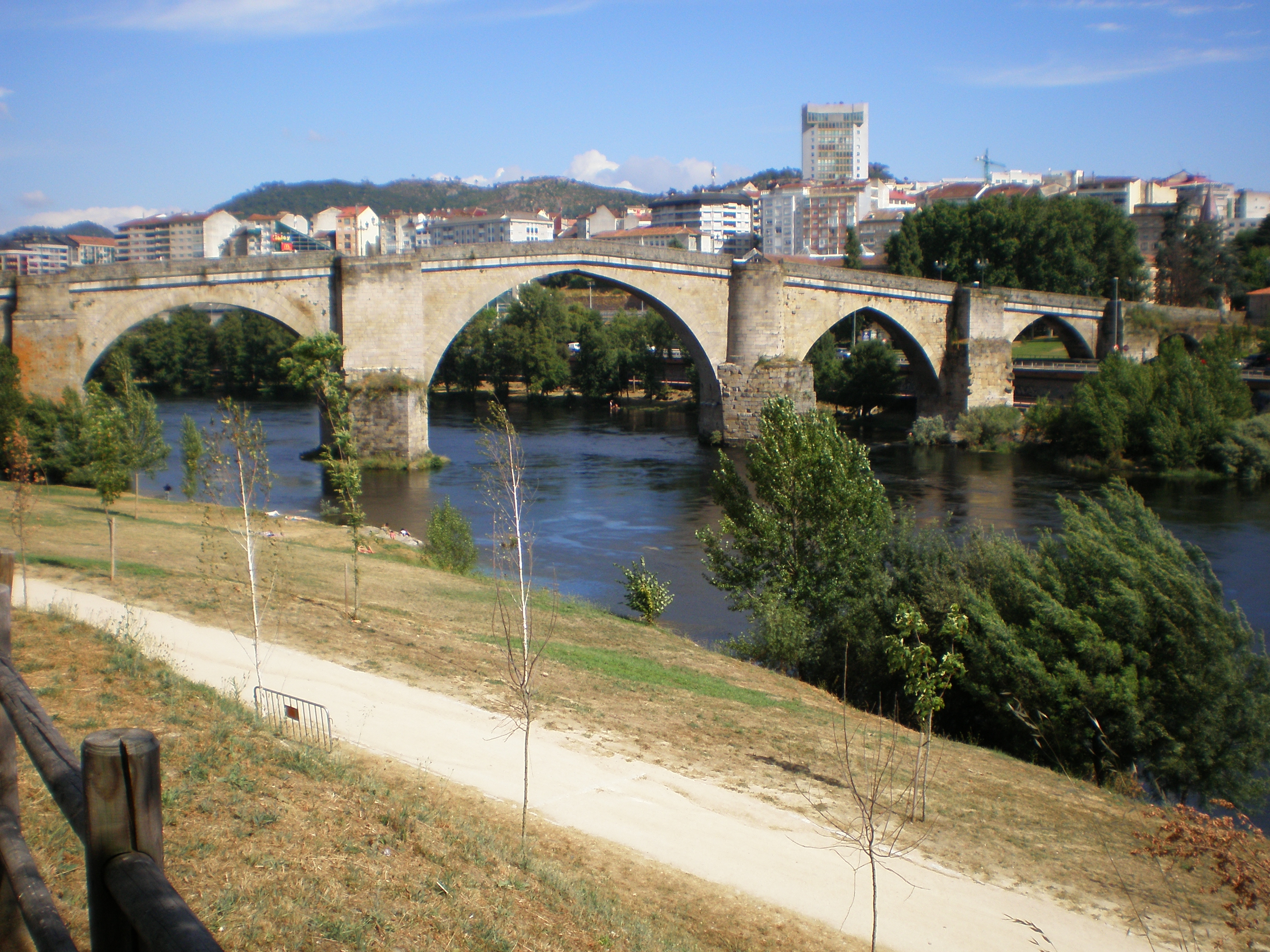
Puente medieval de Orense.

Hacia 1423 el duque Fadrique Enríquez de Castilla, que era hermano o más probablemente hermanastro de Constanza, le cedió la villa de Cedeira, aunque ella se la legó posteriormente y «en herencia» a otra de sus hermanas o hermanastras, Beatriz Enríquez de Castilla, aunque este punto, como señaló Pardo de Guevara y Valdés, «no parece» estar totalmente confirmado en los documentos de la época. Pero por otra parte sí hay constancia indubitada de que el 14 de diciembre de 1423 el duque Fadrique le cedió a su hermana Beatriz Enríquez todas las alcabalas procedentes de la villa de Cedeira, que pertenecía al duque, y también las de todo su alfoz.
En 1424 el esposo de Constanza, Pedro Díaz de Cadórniga, compró a su cuñado, el duque Fadrique Enríquez, el coto de Caldelas, y conviene señalar que la familia de los Cadórniga, como señalaron diversos autores, formaba parte los linajes de la pequeña nobleza que apoyaron y respaldaron, incluso con las armas, al conde Pedro Enríquez, padre de Constanza, al igual que otras familias como los Valcárcel, los Novoa, los Castillones, los Taboada y los Novoa. Y Pardo de Guevara y Valdés señaló que en el siglo XV los Cadórniga de Orense incluyeron en su escudo de armas los lobos de los Osorio como señal de sumisión hacia esta última familia, que en esa época poseía el condado de Lemos.
Constanza Enríquez otorgó testamento el 2 de febrero de 1422, y en él nombró a su hermana o hermanastra Beatriz Enríquez heredera universal de todos sus bienes remanentes, aunque Pardo de Guevara y Valdés no mencionó nada al respecto.
Se desconoce su fecha exacta de defunción, pero del testamento que su hermano o hermanastro, el duque Fadrique Enríquez, otorgó en Villamediana en 1425, se infiere que ya había fallecido en este último año, aunque Pardo de Guevara y Valdés señaló erróneamente que Constanza falleció hacia el año 1427.

## Sepultura
Fue sepultada en el convento de San Francisco de Lugo, según se infiere del testamento que el duque Fadrique Enríquez otorgó en 1425. Y en el mismo convento fueron sepultados su padre, el conde Pedro Enríquez, su hermano Enrique Enríquez, y la condesa Isabel de Castro, que tal vez fuera su madre, según consta en el mismo documento. Pero en la actualidad del convento de San Francisco solo sobrevive la iglesia, que tiene el nombre de iglesia de San Pedro de Lugo, y el único sepulcro de la familia de Constanza que se ha conservado, y sin que haya certeza absoluta sobre ello, es el de su padre, el conde Pedro Enríquez, aunque la mayoría de los hostoriadores afirman que corresponde a este último el sepulcro situado en la capilla del lado de la Epístola del mencionado templo.

## Matrimonio
Según algunos autores contrajo matrimonio con su sobrino Pedro Díaz de Cadórniga, como se ha mencionado anteriormente, pero no hay constancia de que tuvieran descendencia.